# Навпакт
Навпакт (грец. Ναύπακτος) — місто в західній Греції, друге за величиною місто ному Етолія і Акарнанія. Протягом XV століття місто контролювали венеційці і у середньовіччі воно було відоме під своєю венеційською назвою Лепанто (вен. Lepanto).
Розташовано на північному узбережжі Коринфської затоки, неподалік від її гирла, поруч із мостом Ріо-Антиріо. Навпакт розташований за 15 кілометрів на північний схід від столиці регіону Західна Греція, міста Патри й за 215 кілометрів на захід від Афін. У місті проживають понад 18 тисяч мешканців.
Назва міста утворена комбінацією двох грецьких слів ναύς (наус - корабель) та πήγνυμι (пігнумі - будівельник), тобто, назву міста можна перекласти як місце, де будують кораблі.

## Історія

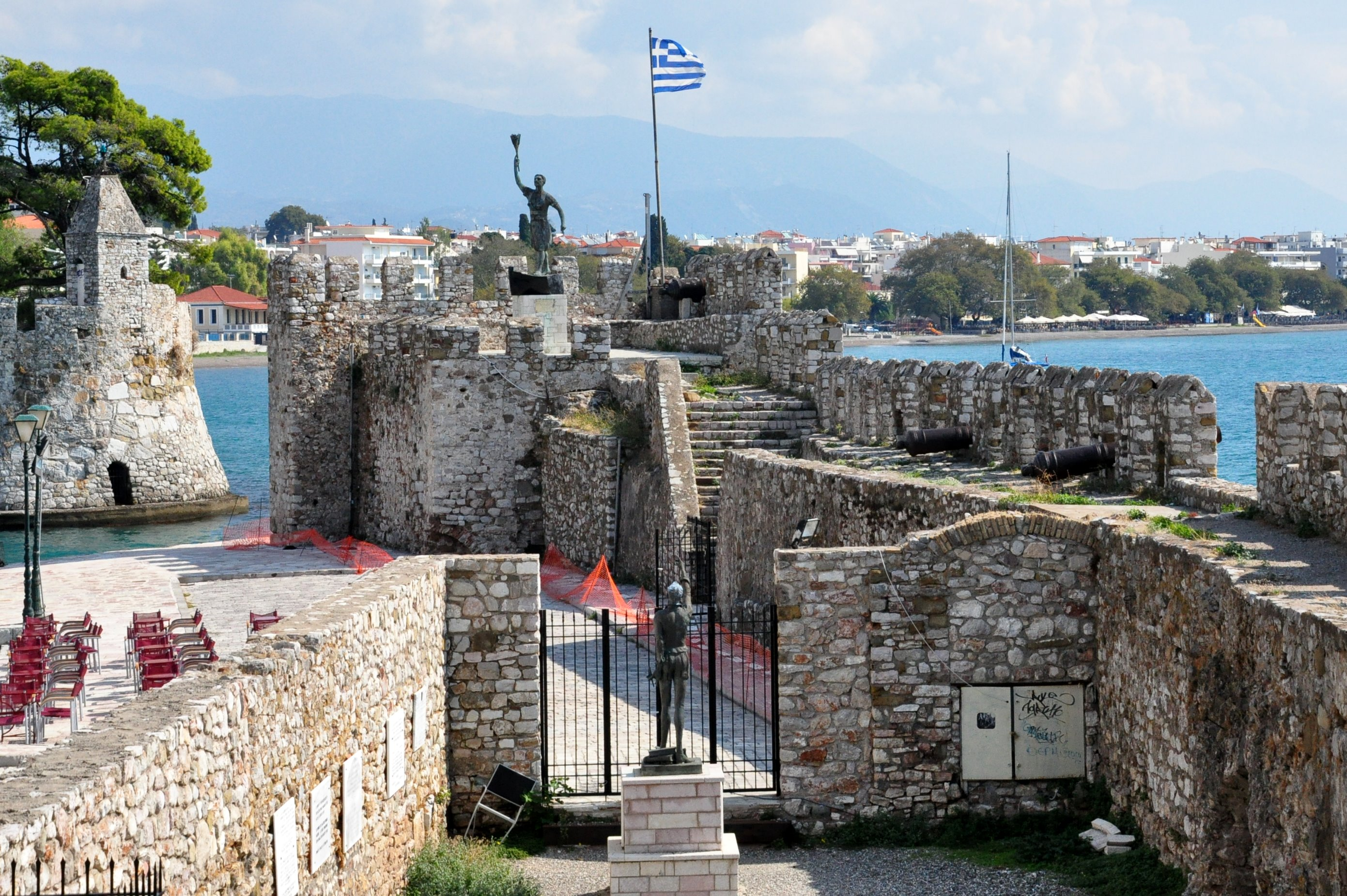
Пам'ятник Георгію Анемояннісу на бастіоні, при вході в гавань Навпакта. Поруч стоїть пам'ятник Сервантесу, учаснику битви при Лепанто

У грецьких міфах Навпакт був місцем, де Геракліди збудували свій флот, щоб переправитись на Пелопоннес. За історичних часів належав до області Локрида Озольська. 455 до н. е., під час Малої Пелопоннеської війни в Навпакті оселились повсталі проти Спарти ілоти з Мессенії. Ставши союзником Афін Навпакт слугував важливим опорним пунктом для афінян під час Пелопоннеської війни. 429 до н. е. поблизу міста відбулась морська битва, що мала важливе значення в початковому періоді війни. Після поразки Афін у Пелопоннеській війні мессинці були вигнані з міста й воно перейшло до рук локрів. Потім містом заволоділи жителі Ахейї, у яких місто відібрав фіванський полководець Епамінонд. Після загибелі Епамінонда в битві при Мантинеї й подальшого послаблення Фів містом знову заволоділи ахейці.
Під час посилення Македонії у 340-их роках до н. е. Філіп II завоював Фокіду та ввів македонський гарнізон до Навпакта. Подальші історичні відомості є суперечливими. Страбон писав, що Навпакт, який був володінням ахейців, був переданий Філіпом через попередню обіцянку македонським союзникам-етолійцям. Згодом, навесні 337 до н. е., у результаті каральної експедиції було винищено еолійський гарнізон, а місто повернуто ахейцям.
Під час послаблення Македонії в III столітті до н. е. місто увійшло до складу Етолійського союзу. 191 до н. е. римляни взяли місто в облогу, змусили його здатись і передали Навпакт до складу Локриди. Наприкінці II століття до н. е. місто увійшло до складу римської провінції Ахайя. За часів правління імператора Юстиніана I 553 року місто було цілковито зруйновано під час землетрусу й відбудовано заново. Місто було церковним центром: там була резиденція митрополита. Навпакт входив до складу візантійської феми Нікополіс, був крупним торговим і релігійним центром у Західній Греції.

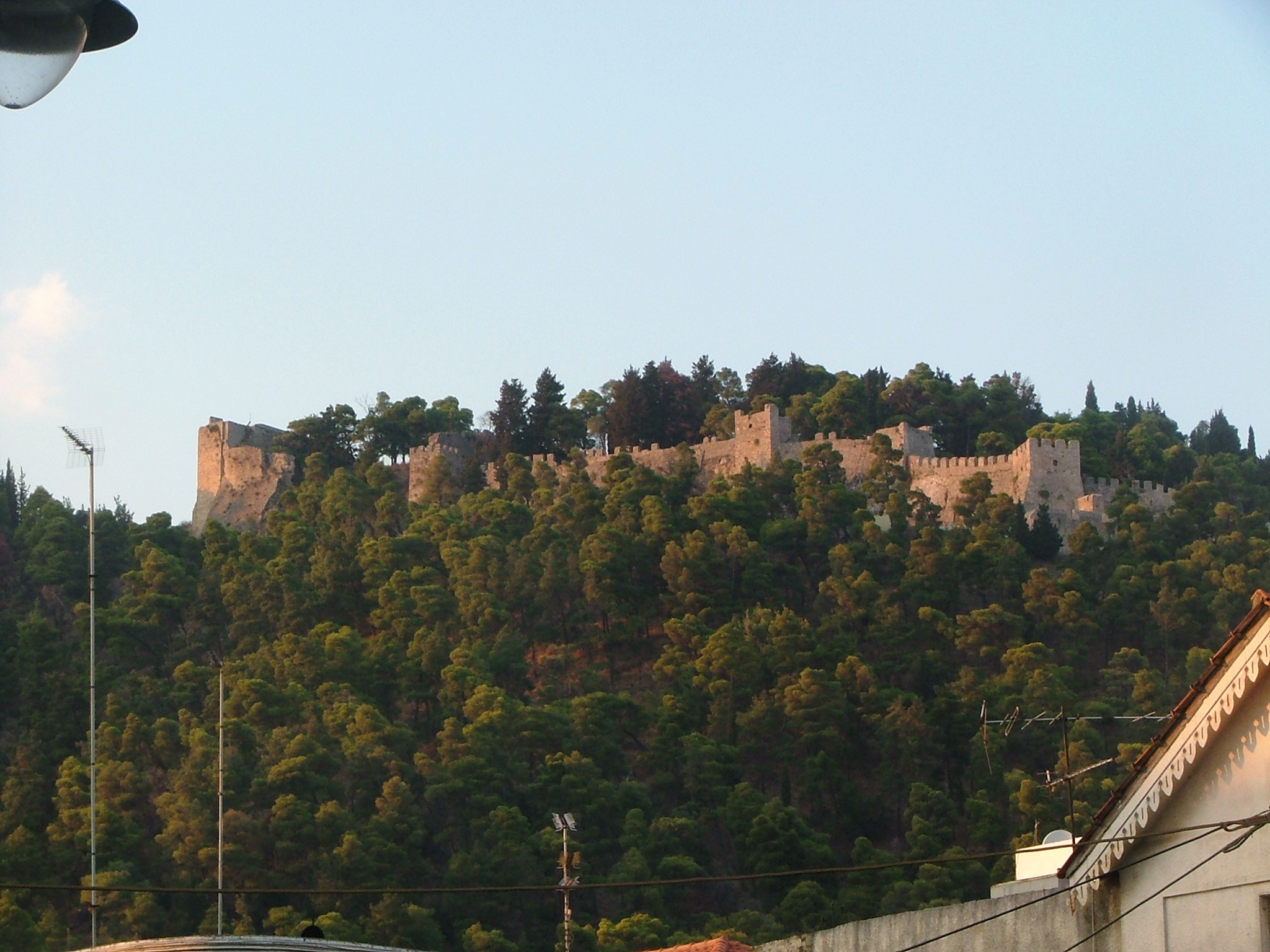
Венеційська фортеця в Навпакті

У середньовіччі місто мало назву Лепанто. Після Четвертого хрестового походу 1205 року місто увійшло до складу грецького Епірського деспотату. Після розвалу останнього (1358–1374) місто недовго входило до складу держави Деспотат Ангелокастрон і Лепанто, у якій було однією з двох столиць. 1374 року увійшов до складу Артського деспотату. 1401 був завойований Венецією. Венеційці укріпили місто та звели на вершині пагорба на місці акрополя фортецю, яка 1477 року змогла витримати чотиримісячну облогу Османської імперії (стіни й вежі фортеці збереглись донині). Проте 1499 року місто все ж було завойовано турками та стало частиною Османської імперії. 1571 року поблизу міста відбулась одна з найбільших морських битв у світовій історії — Битва при Лепанто.
(Додатково: Фортеця в Навпакті у Вікісховищі)

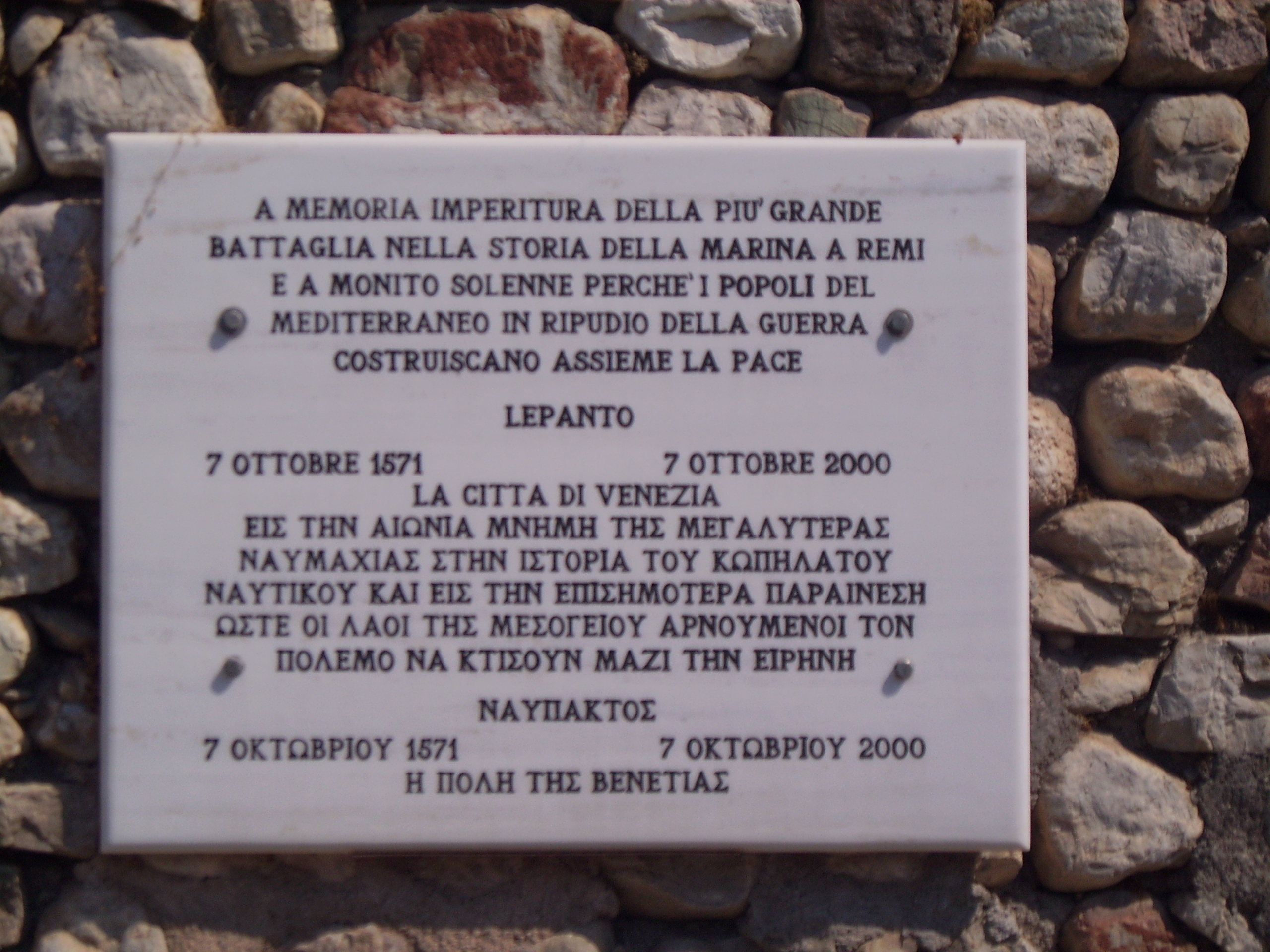
Пам'ятна табличка у Навпакті, присвячена Битві при Лепанто

1674 року венеційцям вдалось повернути собі Лепанто, але за умовами Карловицького миру 1699 року вони обміняли його на Морею.
Навпакт був одним із центрів Грецької війни за незалежність. Там мученицьки загинув Георгіос Анемоянніс, герой революції та один з перших бандеристів грецького флоту. З 1829 року місто входить до складу незалежної держави Греція.